# Ageratina adenophora
Ageratina adenophora es una especie de planta con flor en la familia Asteraceae. Es originaria de México.

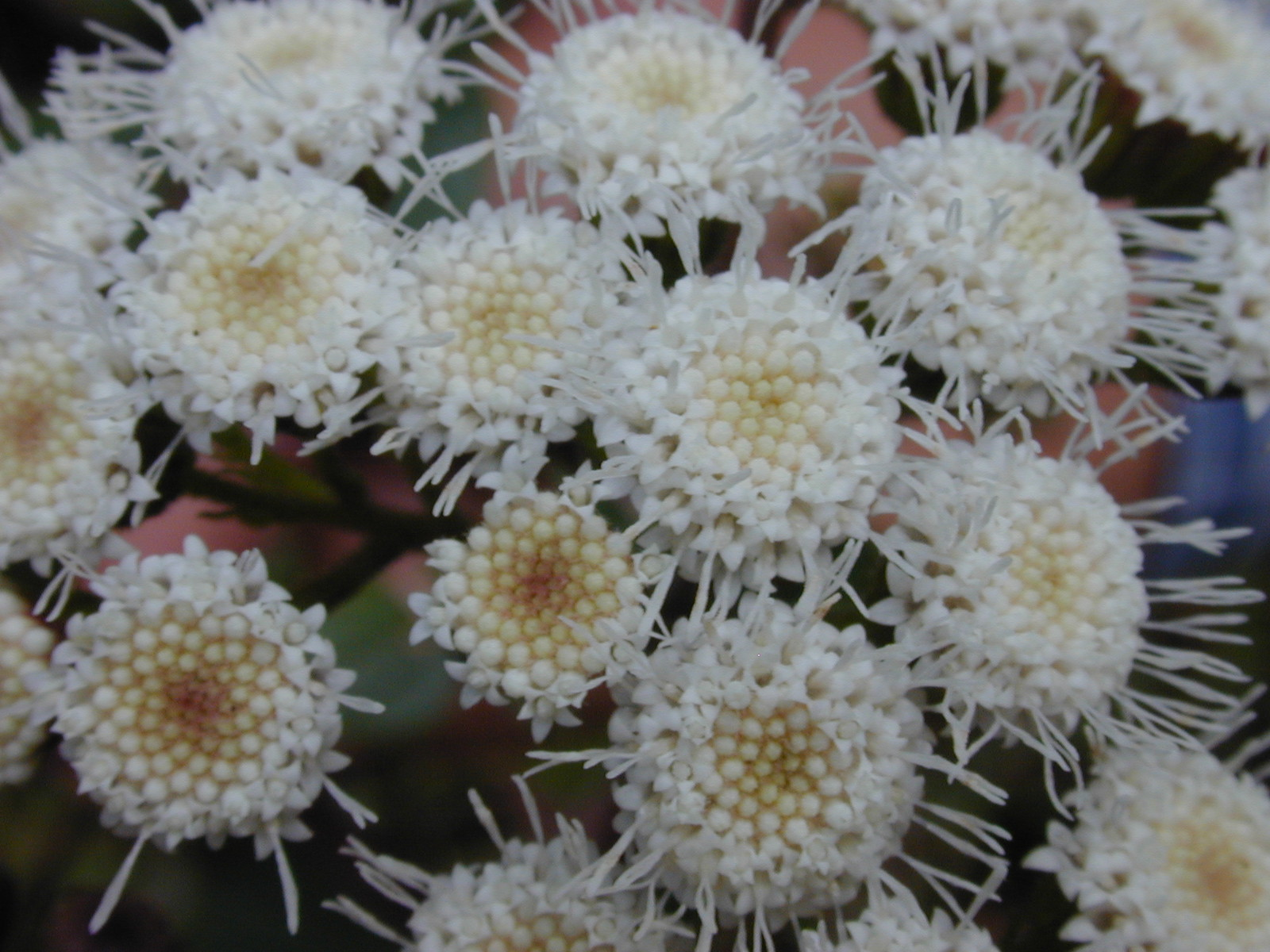
Inflorescencias

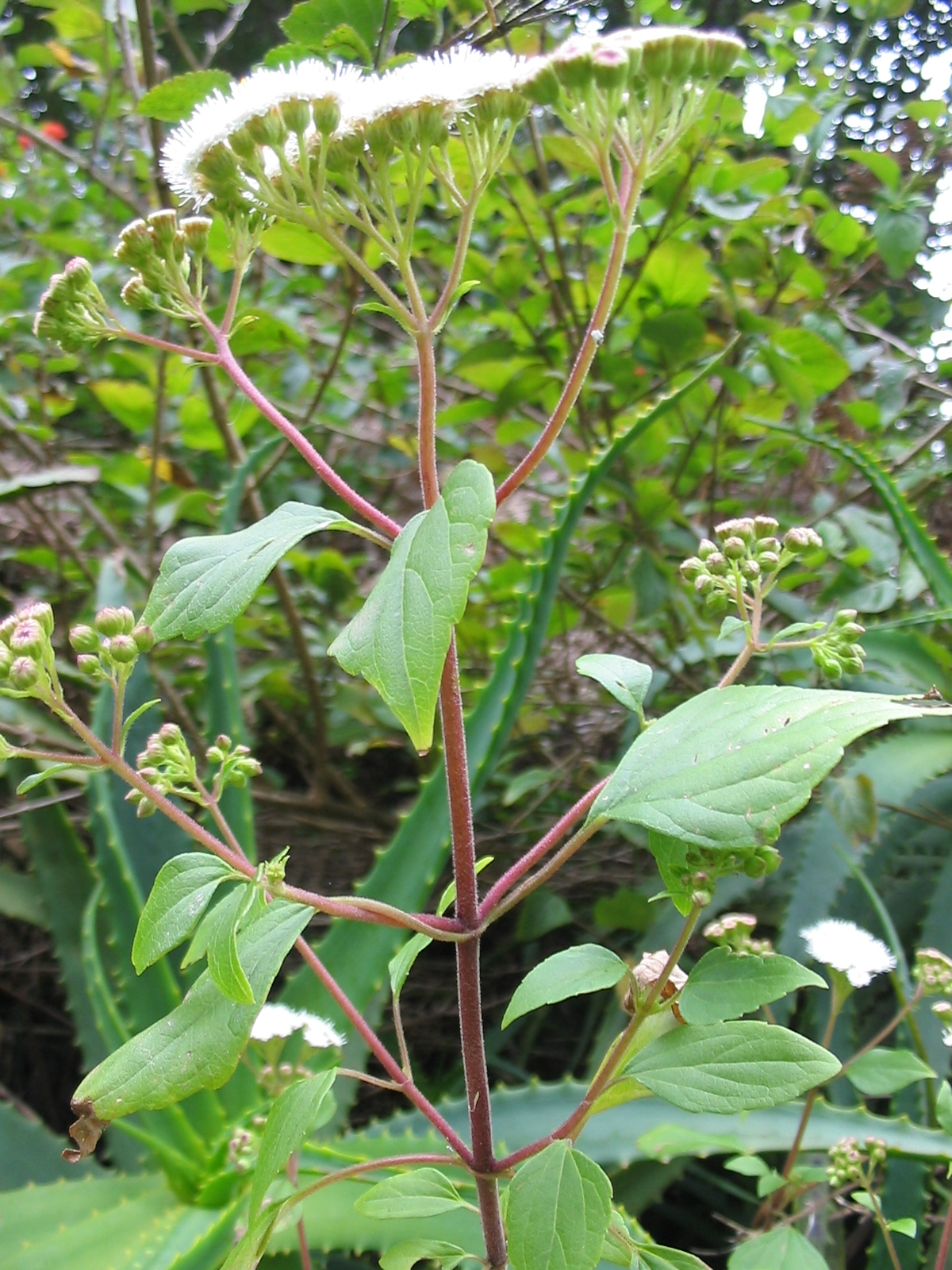
Hábitat

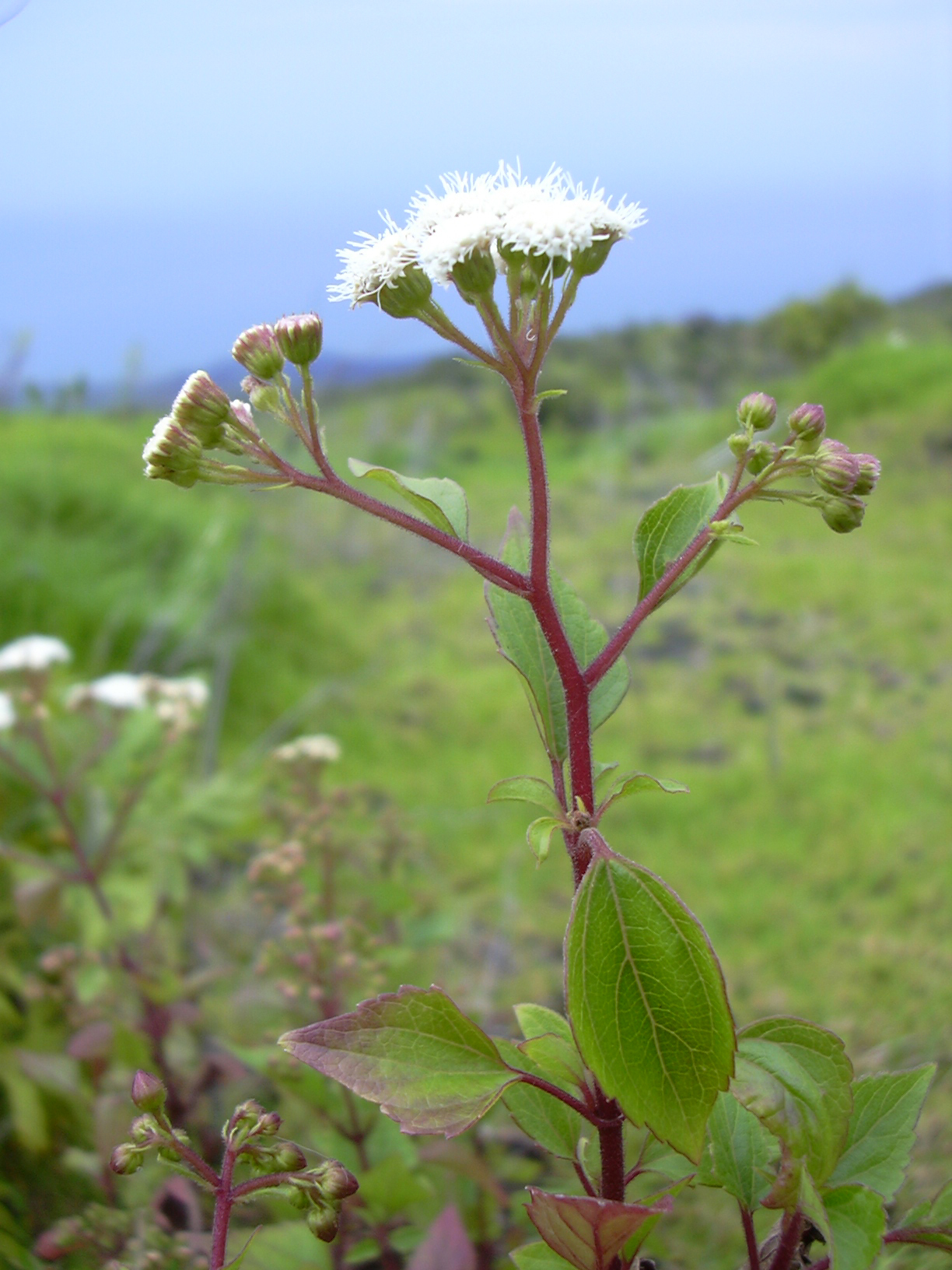
Inflorescencia

## Descripción
A.adenophora es una planta perenne de origen mexicano, que se caracteriza por sus capítulos de 5 a 10 mm de diámetro y color blanco situados en seudoumbelas terminales. Las hojas tienen forma ovado-rómbica. 

## Distribución y hábitat
Es autóctona de México pero se ha naturalizado en muchos otros lugares y es considerada una especie dañina en gran parte del mundo.
Ha causado graves pérdidas económicas en la agricultura del suroeste de China, y está amenazando la biodiversidad de esa región. Fue introducida accidentalmente en Yunnan alrededor de 1940 y desde allí se expandió rápidamente desplazando a otras especies nativas.
Se considera una plaga en Australia, donde fue introducida en Sídney en 1904. Se expandió por la costa de New South Wales y sur de Queensland. It is rated a Class 4 Noxious Weed under the NSW Noxious Weeds Act of 1993.
Ageratina adenophora también se ha establecido en Hawái y el continente norteamericano al norte de su área natural de distribución, en EE. UU. se ha declarado plaga en diez estados del Sur y el Sureste.
Es también una especie invasora en muchas regiones tropicales y subtropicales como el noreste de la India, Sri Lanka, Nigeria, Sureste Asiático, Nueva Zelanda, las islas de Pacífico, Islas Canarias y Sudáfrica. Para Canarias, debido a su potencial colonizador y constituir una amenaza grave para las especies autóctonas, los hábitats o los ecosistemas, esta especie ha sido incluida en el Catálogo Español de Especies Exóticas Invasoras, regulado por el Real Decreto 630/2013, de 2 de agosto, estando prohibida en Canarias su introducción en el medio natural, posesión, transporte, tráfico y comercio.
Esta planta puede replicarse de forma vegetativa, por esqueje. Las semillas pueden ser dispersadas por el viento o el agua y colonizar ecosistemas alterados, como campos de cultivo o solares. Las semillas pueden ser transportadas también por animales y movimientos de tierra.

## Taxonomía
Ageratina adenophora fue descrita por (Spreng.) R.M.King & H.Rob.  y publicado en Phytologia 19(4): 211. 1970.
Etimología
Ageratina: nombre genérico que deriva de la  palabra  griega: ageratos o ageraton que significa "que no envejece", en alusión a las flores que conservan su color por mucho tiempo.
adenophora: epíteto que procede de la combinación de aden, que significa glándula y phoros, que significa llevar, refiriéndose a que se trata de una planta glandulosa.
Citología
Número de cromosomas de Ageratina adenophora (Fam. Asteraceae) y táxones infraespecíficos
Eupatorium glandulosum Kunth:
2n=51.
Sinonimia
- Ageratina trapezoidea (Kunth) R.M.King & H.Rob.
- Ageratina trapezoides (Kunth) R.M. King & H. Rob.
- Eupatorium adenophora Spreng.
- Eupatorium adenophorum var. peruvianum Hieron.
- Eupatorium glandulosum Kunth
- Eupatorium pasadenense Parish
- Eupatorium trapezoideum Kunth[10]
- Eupatorium adenophorum
- Eupatorium glandulosum[9]

## Nombres comunes
Se conoce con varios nombres, destacando "sándara, flor de espuma o espuma de mal".